# Ruch Chorzów Futsal
Ruch Chorzów Futsal – polski klub futsalowy z Chorzowa, pięciokrotny Mistrz Polski, zdobywca Pucharu i Superpucharu Polski. Klub do 21 grudnia 2023 nosił nazwę Clearex Chorzów.

## Historia
Zespół "Clearex" powstał 2 grudnia 1995 roku przed turniejem piłki halowej o puchar firmy "Clearex", zorganizowanym dla zaprzyjaźnionych firm. Zwycięstwo w tym turnieju stało się zachętą dla zawodników i opiekunów do uczestniczenia w rozgrywkach szeregu turniejów piłki halowej organizowanych na terenie Śląska.

### Występy w lidze polskiej i polskich pucharach
W I lidze Clearex zadebiutował w sezonie 1999/2000 i od tego sezonu występuje nieprzerwanie na najwyższym szczeblu rozgrywkowym w Polsce. Już w swoim pierwszym sezonie Clearex zdobył tytuł Mistrza Polski, który obronił w dwóch kolejnych sezonach. Od sezonu 2002/2003 przez trzy lata zespół zdobywał tytuł wicemistrza Polski. W sezonie 2005/2006 po raz kolejny drużyna zdobyła mistrzostwo Polski i w następnym sezonie ten tytuł obroniła. Sezon 2007/2008 był ostatnim jak dotąd sezonem, w którym Clearex stanął na podium w walce o Mistrzostwo Polski – zajął wtedy trzecie miejsce. W kolejnych sezonach Clearex zajmował miejsca 6-8. W sezonie 2003/2004 Clearex zdobył także Halowy Puchar Polski oraz zajął drugie miejsce w Pucharze Ligi. W kolejnej edycji Pucharu Polski zespół dotarł do półfinału, gdzie został pokonany przez Baustal Kraków. W tym samym sezonie drużyna przegrała z Baustalem Kraków po rzutach karnych Superpuchar Polski. W sezonie 2005/2006 Clearex zakończył swoje zmagania w Pucharze Polski na ćwierćfinale. W kolejnym sezonie zespół pokonując Jango Katowice zdobył Superpuchar Polski. Po raz kolejny do ćwierćfinału Pucharu Polski Clearex dotarł w sezonie 2009/2010, natomiast w sezonie 2011/2012 Clearex uległ w finale Pucharu Polski Gatcie Zduńska Wola. 21 grudnia 2023 zmieniono nazwę na Ruch Chorzów Futsal.

### Występy w Pucharze Europy

#### 2001/2002
Runda wstępna
| 6 listopada 2001 | Spartak Moskwa | 4:5 | Clearex Chorzów |  |
|                  |                |     |                 |  |

| 8 listopada 2001 | Clearex Chorzów | 5:3 | ŠK Program Dubnica nad Váhom |  |
|                  |                 |     |                              |  |

| Lp. | Drużyna                      | M. | Pkt. | Z. | R. | P. | Br.+ | Br.- |
| --- | ---------------------------- | -- | ---- | -- | -- | -- | ---- | ---- |
| 1.  | Clearex Chorzów              | 2  | 6    | 2  | 0  | 0  | 10   | 7    |
| 2.  | Spartak Moskwa               | 2  | 3    | 1  | 0  | 1  | 9    | 9    |
| 3.  | ŠK Program Dubnica nad Váhom | 2  | 0    | 0  | 0  | 2  | 7    | 10   |

I runda
| 25 lutego 2002 | Clearex Chorzów | 0:9 | Playas de Castellón FS |  |
|                |                 |     |                        |  |

| 26 lutego 2002 | Action 21 Charleroi | 3:2 | Clearex Chorzów |  |
|                |                     |     |                 |  |

| 28 lutego 2002 | CSÖ Montage Budapeszt | 6:1 | Clearex Chorzów |  |
|                |                       |     |                 |  |

| Lp. | Drużyna                | M. | Pkt. | Z. | R. | P. | Br.+ | Br.- |
| --- | ---------------------- | -- | ---- | -- | -- | -- | ---- | ---- |
| 1.  | Playas de Castellón FS | 3  | 9    | 3  | 0  | 0  | 19   | 2    |
| 2.  | Action 21 Charleroi    | 3  | 6    | 2  | 0  | 1  | 11   | 10   |
| 3.  | CSÖ Montage Budapeszt  | 3  | 3    | 1  | 0  | 2  | 12   | 15   |
| 4.  | Clearex Chorzów        | 3  | 0    | 0  | 0  | 3  | 3    | 18   |

#### 2002/2003
Runda wstępna
| 10 października 2002 | Interviú Boomerang | 6:1 | Clearex Chorzów |  |
|                      |                    |     |                 |  |

| 11 października 2002 | Clearex Chorzów | 4:4 | Alibi Ałmaty |  |
|                      |                 |     |              |  |

| 13 października 2002 | Clearex Chorzów | 2:0 | MNK Zrinjski-Karaka Mostar |  |
|                      |                 |     |                            |  |

| Lp. | Drużyna                    | M. | Pkt. | Z. | R. | P. | Br.+ | Br.- |
| --- | -------------------------- | -- | ---- | -- | -- | -- | ---- | ---- |
| 1.  | Interviú Boomerang         | 3  | 9    | 3  | 0  | 0  | 22   | 3    |
| 2.  | Clearex Chorzów            | 3  | 4    | 1  | 1  | 1  | 7    | 10   |
| 3.  | MNK Zrinjski-Karaka Mostar | 3  | 3    | 1  | 0  | 2  | 4    | 8    |
| 4.  | Alibi Ałmaty               | 3  | 1    | 0  | 1  | 2  | 6    | 18   |

#### 2005/2006
Runda wstępna
| 11 października 2005 | Clearex Chorzów | 4:1 | Iberia 2000 Tbilisi |  |
|                      |                 |     |                     |  |

| 12 października 2005 | Clearex Chorzów | 5:0 | Nautara Kowno |  |
|                      |                 |     |               |  |

| 14 października 2005 | Clearex Chorzów | 2:3 | Action 21 Charleroi |  |
|                      |                 |     |                     |  |

| Lp. | Drużyna             | M. | Pkt. | Z. | R. | P. | Br.+ | Br.- |
| --- | ------------------- | -- | ---- | -- | -- | -- | ---- | ---- |
| 1.  | Action 21 Charleroi | 3  | 9    | 3  | 0  | 0  | 18   | 6    |
| 2.  | Clearex Chorzów     | 3  | 6    | 2  | 0  | 1  | 11   | 4    |
| 3.  | Iberia 2000 Tbilisi | 3  | 3    | 1  | 0  | 2  | 8    | 16   |
| 4.  | Nautara Kowno       | 3  | 0    | 0  | 0  | 3  | 7    | 17   |

#### 2007/2008
II faza grupowa
| 10 września 2007 | Clearex Chorzów | – | Alfa-Parf Skopje |  |
|                  |                 |   |                  |  |

| 11 września 2007 | Clearex Chorzów | 3:1 | Hapoel Irony Riszon Le Syjon |  |
|                  |                 |     |                              |  |

| 13 września 2007 | Mapid Mińsk | 4:3 | Clearex Chorzów |  |
|                  |             |     |                 |  |

| Lp. | Drużyna                      | M. | Pkt. | Z. | R. | P. | Br.+ | Br.- |
| --- | ---------------------------- | -- | ---- | -- | -- | -- | ---- | ---- |
| 1.  | Hapoel Irony Riszon Le Syjon | 2  | 3    | 1  | 0  | 1  | 8    | 6    |
| 2.  | Clearex Chorzów              | 2  | 3    | 1  | 0  | 1  | 6    | 5    |
| 3.  | Mapid Mińsk                  | 2  | 3    | 1  | 0  | 1  | 7    | 10   |

III faza grupowa
| 15 października 2007 | Clearex Chorzów | 3:3 | HMNK Gospić |  |
|                      |                 |     |             |  |

| 16 października 2007 | Clearex Chorzów | 1:2 | KMF Marbo |  |
|                      |                 |     |           |  |

| 18 października 2007 | Murcia FS | 3:2 | Clearex Chorzów |  |
|                      |           |     |                 |  |

| Lp. | Drużyna         | M. | Pkt. | Z. | R. | P. | Br.+ | Br.- |
| --- | --------------- | -- | ---- | -- | -- | -- | ---- | ---- |
| 1.  | Murcia FS       | 3  | 9    | 3  | 0  | 0  | 12   | 5    |
| 2.  | HMNK Gospić     | 3  | 4    | 1  | 1  | 1  | 8    | 7    |
| 3.  | KMF Marbo       | 3  | 3    | 1  | 0  | 2  | 3    | 9    |
| 4.  | Clearex Chorzów | 3  | 1    | 0  | 1  | 2  | 6    | 8    |

## Sukcesy

### Ligowe
- Mistrzostwo Polski :
  - 1999/2000
  - 2000/2001
  - 2001/2002
  - 2005/2006
  - 2006/2007
- Wicemistrzostwo Polski:
  - 2002/2003
  - 2003/2004
  - 2004/2005
- III miejsce:
  - 2007/2008

### Pucharowe
- Puchar Polski
  - 2004/2005,
  - 2016/2017 (pokonując w finale Rekord Bielsko Biała w dwumeczu, porażka 2:3 na wyjeździe, zwycięstwo we własnej hali 1:0)
- Superpuchar Polski 2006/2007

## Kadra
| Nr               | Kraj      | Imię i nazwisko   |           |           |           |           |
| Bramkarze        | Bramkarze | Bramkarze         | Bramkarze | Bramkarze | Bramkarze | Bramkarze |
| ---------------- | --------- | ----------------- | --------- | --------- | --------- | --------- |
| 1                | Polska    | Damian Purolczak  |           |           |           |           |
| 21               | Polska    | Kamil Dworzecki   |           |           |           |           |
| 25               | Polska    | Patryk Hejlman    |           |           |           |           |
| Zawodnicy z pola |           |                   |           |           |           |           |
| 3                | Polska    | Mirosław Miozga   |           |           |           |           |
| 18               | Polska    | Tomasz Rabczak    |           |           |           |           |
| 4                | Polska    | Tomasz Golly      |           |           |           |           |
| 11               | Polska    | Szymon Łuszczek   |           |           |           |           |
| 9                | Polska    | Paweł Budniak     |           |           |           |           |
| 16               | Polska    | Mikołaj Zastawnik |           |           |           |           |
| 6                | Polska    | Michał Tkacz      |           |           |           |           |
| 8                | Polska    | Mateusz Omylak    |           |           |           |           |
| 7                | Polska    | Mariusz Seget     |           |           |           |           |
| 5                | Polska    | Krzysztof Salisz  |           |           |           |           |
| 14               | Polska    | Dawid Pasierbek   |           |           |           |           |
| 10               | Polska    | Daniel Wojtyna    |           |           |           |           |
| 19               | Polska    | Bartosz Siadul    |           |           |           |           |